# フジテレビ系列日曜夜7時台枠のアニメ
フジテレビ系列日曜夜7時台枠のアニメは、過去にフジテレビ系列の日曜19時台に放送されたテレビアニメの作品一覧である。

## 歴史
この時間帯は2006年9月までアニメを放送しており、2025年現在、フジテレビで最後にレギュラー編成された19時台のアニメ枠となっている。特に、後半の時間帯で放送されていた『世界名作劇場』シリーズは、1970年代から1990年代のフジテレビを象徴するテレビアニメの枠でもあった。
なお2004年4月4日 - 12月19日の期間は、当時放送していた『こちら葛飾区亀有公園前派出所』『ONE PIECE』の2枠のコンプレックス形式による放送枠「アニメ7」として放送されていた。

### 前半
- 初作品は手塚治虫原作の『W3』。だが当初は好評だったものの、同年2月に時代劇『快傑黒頭巾』との枠交換で月曜19:30へ移動、以後はアニメは定着せず、むしろこの時期の主流はバラエティ番組だった。
- その後1969年12月7日に、この枠で旭通信社（後のアサツー ディ・ケイ。現：ADKエモーションズ）が代理店を務めた初の作品『アタックNo.1』を開始、スポ根ブームと相まって好評となり、更に2ヶ月前に開始した『ハクション大魔王』『サザエさん』『ムーミン（第1作）』と共に、強力なアニメラインが誕生した。そして特撮番組『ミラーマン』で中断後、『マジンガーZ』を開始、一躍人気番組となり、「ジャンボマシンダー」「超合金」といった玩具が売れに売れ、その後も『マジンガーシリーズ』を始めとしたSFアニメが継続した。
- 1980年代に入ると、ジャンルも騎士道→ギャグ→青春と変わっていき、ヒット作も『おじゃまんが山田くん』『さすがの猿飛』『タッチ』ぐらいだったが、1988年3月27日開始のフジ初の藤子アニメ『キテレツ大百科』は久し振りの大ヒットとなり、8年4ヶ月放送、続く『こちら葛飾区亀有公園前派出所』も好評で、8年7ヶ月放送された（なお『こち亀』は本枠での終了後も2008年まで単発で継続）。
- そして、それまで水曜19:00→日曜19:30と変遷した『ONE PIECE』がこの枠に移動、この枠でも好評となったが、その影響で直後の『平成教育予備校』が人気を上げ、とうとう2006年秋の改編で『平成教育予備校』は1時間番組『熱血!平成教育学院』に変わり、ここにフジテレビ地上波の19時枠からアニメが完全に無くなった。なお『ONE PIECE』は日曜9:30（2025年度から日曜23:15）に移動し、現在も放送中である[注 1]。

### 後半
- 初作品はカラー実験アニメ『ドルフィン王子』（後年フジで放送する『海底少年マリン』の原型）。
- 土曜19:00から移動した『あかねちゃん』が終了して半年後、手塚アニメ『どろろ（改題後：どろろと百鬼丸）』から再開、そして次作にして『世界名作劇場』の第1作『ムーミン（第1作）』が大ヒット、ここから27年半に渡る『世界名作劇場』がスタートする。その中から『アルプスの少女ハイジ』『フランダースの犬』などといった作品が生まれた。
- 1980年代以降も『世界名作劇場』は好評だったが、1997年3月23日終了の『家なき子レミ』をもって『世界名作劇場』は終結（その後衛星放送で復活）、そして次作『中華一番!』が1998年9月13日で終了すると、次番組はバラエティ番組『トロイの木馬』となり、29年半続いた後半枠のアニメが中断した。
- 『トロイの木馬』終了後、水曜19:30から『GTO』が移動して再開、その後もアニメは継続するが、2004年12月放送の『ONE PIECE』を最後（その後前半枠に移動）に、前半より早く終了した。

なお、1987年より毎年夏に放送される大型特別番組『FNSの日』の時は、双方の枠のアニメは休止された（『ONE PIECE』は枠移動後も）。

## 作品リスト

### 19時台前半枠

#### 19時00分 - 19時30分
- W3（1965年6月6日 - 1966年1月30日） - 月曜19:30へ移動。
アニメ中断。この間は時代劇（『快傑黒頭巾』）、海外ドラマ（『バットマン』。18:30 - 19:30）を放送。
- 新宝島（1966年6月19日 - 7月3日） - 1965年1月3日放送のスペシャルアニメの分割版。
アニメ中断。この間は音楽番組（『フォークソング合戦』）、コメディ（『町の人気者』）を放送。
- マッハGoGoGo（1967年4月2日 - 6月25日） - 日曜18:30へ移動。
アニメ中断。この間は1時間または30分バラエティ番組（『爆笑ヒットパレード』ほか）を放送。
- アタックNo.1（1969年12月7日 - 1971年11月28日）
アニメ中断。この間は特撮番組（『ミラーマン』）を放送。
- マジンガーZ（1972年12月3日 - 1974年9月1日）
- グレートマジンガー（1974年9月8日 - 1975年9月28日）
- UFOロボ グレンダイザー（1975年10月5日〜1977年2月27日）
- 惑星ロボ ダンガードA（1977年3月6日 - 1978年3月26日）
- SF西遊記スタージンガー→SF西遊記スタージンガーII（1978年4月2日〜1979年8月26日[注 2]）
- 円卓の騎士物語 燃えろアーサー（1979年9月9日 - 1980年3月30日）
- 燃えろアーサー 白馬の王子（1980年4月6日 - 9月21日）
- おじゃまんが山田くん（1980年9月28日 - 1982年10月10日）
- さすがの猿飛（1982年10月17日 - 1984年3月11日）
- Gu-Guガンモ（1984年3月18日 - 1985年3月17日）
- タッチ（1985年3月24日 - 1987年3月22日）
- 陽あたり良好!（アニメ版）（1987年3月29日 - 1988年3月20日）
- キテレツ大百科（1988年3月27日 - 1996年6月9日）
- こちら葛飾区亀有公園前派出所（1996年6月16日 - 2004年12月19日） - 2004年4月以降は『ONE PIECE』と統合し、『アニメ7』内で放送。なお終了後も2008年まで特番で放送[注 3]。

#### 19時00分 - 19時28分
- ONE PIECE（2005年1月9日 - 2006年9月24日） - 後半枠より移動。日曜9:30（一部系列局は時間が異なる）へ移動。

### 19時台後半枠

#### 19時30分 - 20時00分
- ドルフィン王子（1965年4月4日 - 4月18日）
アニメ中断。この間は30分または19:00からのバラエティ番組（『みんなで夢を!』『しろうと寄席』ほか）、海外ドラマ（『ニューヨーク・パパ』）、映画番組（『日曜映画劇場・第1期』。19:30 - 20:56）、ファミリードラマ（『クレオくん』）を放送。
- あかねちゃん（1968年7月 - 9月） - 土曜19:00より移動。
アニメ中断。この間は1時間バラエティ番組（『東京ぼん太ショー』。19:00 - 19:56。なお1969年2月以降は19:30まで）、映画番組（『日曜映画劇場・第2期』。19:30 - 20:56）を放送。
- どろろ（改題後：どろろと百鬼丸）（1969年4月6日 - 9月28日）
- カルピスまんが劇場→カルピスこども劇場→カルピスファミリー劇場→（ハウス食品）世界名作劇場（『ムーミン・第1作』〜『愛の若草物語』）（1969年10月5日 - 1987年10月） - 各作品の詳細は当該項を参照。

#### 19時30分 - 19時58分
- （ハウス食品）世界名作劇場（『愛の若草物語』 - 『家なき子レミ』）（1987年11月 - 1997年3月23日） - 『ショットガン』→『FNNニュース』設置のため2分短縮。
- 中華一番!（1997年4月27日 - 1998年9月13日）
アニメ中断。この間はバラエティ番組（『トロイの木馬』）を放送。
- GTO（1999年10月 - 2000年9月） - 水曜19:30~20:00枠から移動。
- 学校の怪談（2000年10月22日 - 2001年3月25日）
- ONE PIECE（2001年4月15日 - 2004年12月19日） - 水曜19:00~19:30枠から移動。2004年4月以降は『こち亀』と統合し、『アニメ7』内で放送。前半枠へ移動。